# CSS Studios
CSS Studios - spółka zakupiona przez Discovery Communications. Siedziba znajduje się w Hollywood. CSS jest wytwórnią krótkich materiałów filmowych, studio realizujące udźwiękowienie w filmach i agencja reklamowa. CSS realizuje udźwiękowienie w filmach, oraz krótkie audycje na zlecenie telewizji lokalnych. Jako agencja reklamowa zajmuje się głównie produkcją reklam telewizyjnych oraz ich emisją.
Produkcje CSS są sprzedawane w ramach marek:
- Todd-AO
- Sound One
- Soundelux
- POP Sound
- Modern Music
- Soundelux Design Music Group
- The Hollywood Edge

CSS Studios otrzymało 50 nominacji do Oscara z których 26 wygrało.